# Alfonsas Žalys
Alfonsas Žalys (1929 – 12. prosince 2006) byl litevský politik, veřejný činitel, signatář Zákona o obnovení nezávislosti Litvy, vyhlášeného Nejvyšším sovětem Litevské Republiky, čestný občan města Klaipėdy.
Narodil se 5. října 1929 v obci Raizgiai (Okres Šiauliai). Zemřel 12. prosince 2006 v Klaipėdě, pochován je na hřbitově Lėbartai u Klaipėdy.

## Životopis

### Dětství a mládí
Maminka Alfonsa Žalyse zemřela velmi brzy, proto vyrůstal u svého dědečka na břehu řeky Dubysa. Ze studií na Šiluvské střední škole byl z 11. třídy povolán do vojenské služby v sovětské armádě, kde se vyznamenal jako dobrý hráč košíkové. Po návratu byl v roce 1953 přijat do redakce tytuvėnských okresních novin jako literát. Brzy byl zvolen tajemníkem tytuvėnského okresního komunistického svazu mládeže.

### Kariéra
V letech 1957 - 1961 studoval na Vysoké stranické škole ve Vilniusu, po ukončení byl přidělen do Klaipėdy, kde byl zvolen tajemníkem městského výboru Klaipėdy (KS Litvy). V roce 1964 ukončil studia na Ekonomické fakultě Vilniuské univerzity.

### Zásluhy o Klaipėdu
V letech 1969 - 1990 byl předseda Výkonného výboru Rady města Klaipėdy (tehdejší obdoba dnešního starosty). Jeho organizační schopnosti, osobní zasvěcený profesionální zájem, tehdy nezbytné umění lavírovat na ostří nože při protlačování projektů, kterým by jinak sovětské mocenské špičky nedaly potřebný souhlas, umění překonat značné finanční nesnáze - značně pomohly k realizaci těchto projektů, z nichž některé mohou být hodnoceny kontroverzně, jiné kladně (neúplný výčet):
- Park soch
- Muzeum moře
  - Delfinárium
  - Expozice historických námořních lodí
- Rekonstrukce a přístavba ke Klaipedskému Divadlu
- Proměna Lidového divadla na Klaipedské Státní Hudební Divadlo
- Komplex nemocnic (dnešní Klaipėdská univerzitní nemocnice, Nemocnice "Námořníků", Onkologická nemocnice) v severní části města
- Obnova Starého města v Klaipėdě
- Sanace a navrácení městu Klaipėdského hradu
- Galerie obrazů
- Galerie/výstaviště Parodų rūmai
- Muzea
  - Muzeum historie Malé Litvy
  - Muzeum hodin
  - Muzeum kovářství
  - Muzeum Klaipėdského hradu
- Letní estráda koncertů
- sportovní a umělecké školy
- sportovní sály
- ateliéry sochařů
- Zvonohra (Karillon)
- Pomníky/památníky:
  - Kristiánu Donelaitisovi
  - Herkovi Mantovi
  - Simonu Dachovi
  - Martinu Mažvydovi
  - Sjednocení Malé a "Velké" Litvy (1923)
- Založení Klaipėdské Univerzity

#### Nerealizovaný projekt
- Most přes Kurský záliv v Klaipėdě

### Politické zásluhy/postoje

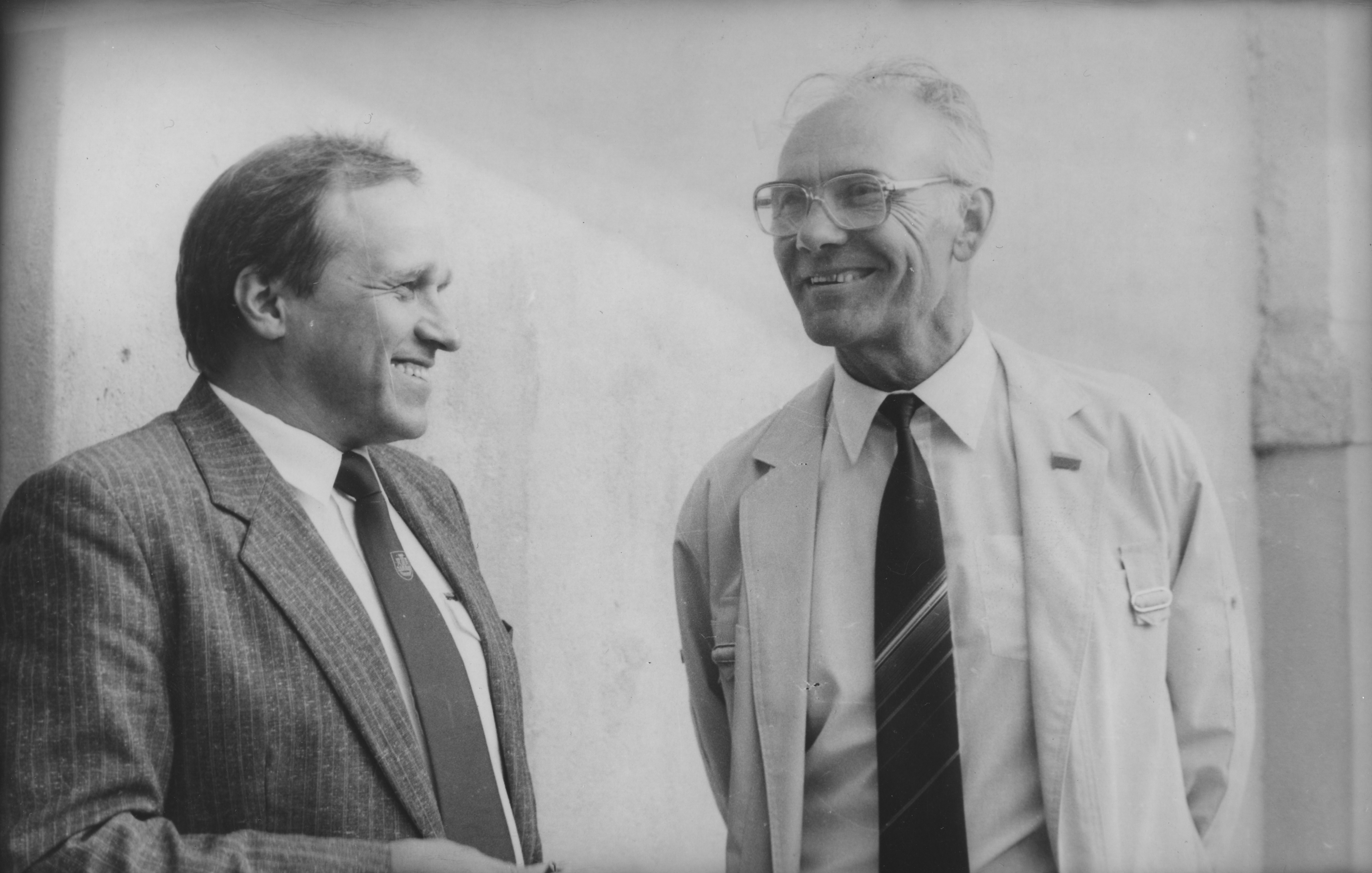
Alfonsas Žalys (vpravo) s Vytautasem Čepasem v srpnu 1992

Alfonsas Žalys byl principiální a komunista. Komunistou byl proto, aby měl možnost učinit to, co učinil, jako nekomunista by tyto možnosti neměl. Jeho činy a zásluhy však působily proti tendencím komunismu v SSSR. Byl patriot Litvy, stal se jedním z prvních aktivistů Sąjūdisu. V roce 1988, jako člen Nejvyššího sovětu Litevské SSR byl jedním z iniciátorů těchto zákonů (a úprav):
- Zákon o občanství
- Zákon o státním jazyce
- Úprava Ústavy, která vrací litevštinu jako jediný úřední ("státní") jazyk (místo ruštiny - původně), litevskou státní hymnu místo hymny Litevské SSR a litevskou vlajku ( Litva místo ) jako jediné svrchované atributy Litevského státu.

V roce 1989 Alfonsas Žalys na XX. sjezdu KS Litvy hlasoval za oddělení KS Litvy od KSSS. Považoval to za jeden z prvních nezbytných kroků k obnově nezávislosti Litvy. 

V roce 1990 - signatář Zákona o obnovení nezávislosti Litvy (11.3.) 

1990 - 1992 poslanec Nejvyšší Rady - Sejmu obnovené nezávislosti.